# JaCorey Williams
JaCorey Williams (Birmingham, 12 giugno 1994) è un cestista statunitense.

## Palmarès
- Coppa di Israele: 1

Hapoel Gerusalemme: 2024